# تل عجم (مقاطعة دورة)
تل عجم (بالفارسية: تل عجم) هي قرية تقع في Shurab Rural District في إيران. يقدر عدد سكانها بـ 95 نسمة .